# UCI America Tour 2014
Die UCI America Tour 2014 ist die zehnte Austragung des zur Saison 2005 vom Weltradsportverband UCI eingeführten amerikanischen Straßenradsport-Kalenders unterhalb der UCI WorldTour, der zu den UCI Continental Circuits gehört. Die Saison beginnt am 1. Oktober 2013 und endet am 31. Dezember 2014.
Die Eintagesrennen und Etappenrennen der UCI America Tour sind in drei Kategorien (HC, 1 und 2) eingeteilt. Bei jedem Rennen werden Punkte für eine Gesamtwertung der Fahrer, Mannschaften und Nationen vergeben. An dieser Mannschaftswertung nehmen die Professional Continental Teams und die Continental Teams teil. An der Nationenwertung nehmen nur die Nationen des Kontinents teil, gezählt werden aber die Ergebnisse aller Circuits. An den einzelnen Rennen können auch ProTeams teilnehmen, die von Fahrern der ProTeams erzielten Platzierungen bleiben aber für die Rankings außer Betracht.

Zu den Regeln der einzelnen Ranglisten: 

## Gesamtstand
(Endstand: 31. Dezember 2014)
| Platz | Fahrer             |                    | Team | Punkte |
| ----- | ------------------ | ------------------ | ---- | ------ |
| 1.    | Juan Carlos Rojas  | Costa Rica         |      | 240    |
| 2.    | Óscar Sevilla      | Spanien            |      | 205,6  |
| 3.    | Jure Kocjan        | Slowenien          | SSC  | 191    |
| 4.    | Kiel Reijnen       | Vereinigte Staaten | UHC  | 158    |
| 5.    | Byron Guamá        | Ecuador            | ECU  | 145    |
| 6.    | Serghei Țvetkov    | Rumänien           | JBC  | 137    |
| 7.    | Joseph Rosskopf    | Vereinigte Staaten | HSD  | 127    |
| 8.    | Yonathan Salinas   | Venezuela          |      | 123,67 |
| 9.    | Carlos Gálviz      | Venezuela          | AND  | 116    |
| 10.   | Rob Britton        | Kanada             | SSC  | 96     |
| 11.   | Carter Jones       | Vereinigte Staaten | OPM  | 94     |
| 12.   | Juan Murillo       | Venezuela          |      | 94     |
| 13.   | Toms Skujiņš       | Lettland           | HSD  | 88     |
| 14.   | Alex Caño          | Kolumbien          |      | 82     |
| 15.   | Eric Young         | Vereinigte Staaten | OPM  | 82     |
| 16.   | Juan Cotumba       | Bolivien           |      | 81     |
| 17.   | Carlos Manarelli   | Brasilien          | FUN  | 80     |
| 18.   | Fernando Gaviria * | Kolumbien          |      | 80     |
| 19.   | Ryan Anderson      | Kanada             | OPM  | 79     |
| 20.   | John Nava          | Venezuela          |      | 78     |
|       | ...                |                    |      |        |
| 45.   | Ruben Zepuntke *   | Deutschland        | BDT  | 54     |
| 357.  | Arnaud Grand       | Schweiz            |      | 5      |

| Platz | Team                                       |                    | Punkte |
| ----- | ------------------------------------------ | ------------------ | ------ |
| 1.    | Team SmartStop                             | Vereinigte Staaten | 532    |
| 2.    | Optum-Kelly Benefit Strategies             | Vereinigte Staaten | 375    |
| 3.    | Funvic Brasilinvest-São José dos Campos    | Brasilien          | 351    |
| 4.    | Hincapie Sportswear Development Team       | Vereinigte Staaten | 337    |
| 5.    | Team Ecuador                               | Ecuador            | 256    |
| 6.    | UnitedHealthcare Professional Cycling Team | Vereinigte Staaten | 239    |
| 7.    | San Luis Somos Todos                       | Argentinien        | 230,35 |
| 8.    | Jamis-Hagens Berman                        | Vereinigte Staaten | 187    |
| 9.    | Jelly Belly-Maxxis                         | Vereinigte Staaten | 184    |
| 10.   | Clube DataRo de Ciclismo-Bottecchia        | Brasilien          | 148    |
| 11.   | Androni Giocattoli-Venezuela               | Italien            | 140    |
| 12.   | Team NetApp-Endura                         | Deutschland        | 112    |
| 13.   | 4-72-Colombia                              | Kolumbien          | 108    |
| 13.   | InCycle-Predator Components Cycling Team   | Puerto Rico        | 108    |
| 15.   | Neri Sottoli                               | Italien            | 105    |
| 16.   | Bissell Development Team                   | Vereinigte Staaten | 93     |
| 17.   | Silber Pro Cycling Team                    | Kanada             | 88     |
| 18.   | Ironage-Colner                             | Brasilien          | 82     |
| 19.   | Differdange-Losch                          | Luxemburg          | 80     |
| 20.   | Bridgestone Anchor Cycling Team            | Japan              | 62     |

| Platz | Nation             | Punkte |
| ----- | ------------------ | ------ |
| 1.    | Vereinigte Staaten | 754    |
| 2.    | Kolumbien          | 717,27 |
| 3.    | Venezuela          | 713,34 |
| 4.    | Costa Rica         | 592    |
| 5.    | Brasilien          | 545    |
| 6.    | Kanada             | 463    |
| 7.    | Argentinien        | 404,01 |
| 8.    | Ecuador            | 351    |
| 9.    | Bolivien           | 242    |
| 10.   | Kuba               | 203    |
| 11.   | Mexiko             | 185    |
| 12.   | Guatemala          | 181    |
| 13.   | Chile              | 161    |
| 14.   | Bermuda            | 143    |
| 15.   | Belize             | 142    |
| 16.   | El Salvador        | 140    |
| 17.   | Panama             | 138    |
| 18.   | Paraguay           | 128    |
| 19.   | Puerto Rico        | 125    |
| 19.   | Jamaika            | 125    |

| Platz | Nation (U23)            | Punkte |
| ----- | ----------------------- | ------ |
| 1.    | Kolumbien               | 415,67 |
| 2.    | Costa Rica              | 134    |
| 3.    | Vereinigte Staaten      | 114    |
| 4.    | Guatemala               | 95     |
| 5.    | Chile                   | 59     |
| 6.    | Mexiko                  | 58     |
| 7.    | Venezuela               | 50     |
| 8.    | Brasilien               | 45     |
| 9.    | Jamaika                 | 36     |
| 10.   | Ecuador                 | 30     |
| 10.   | Puerto Rico             | 30     |
| 12.   | Panama                  | 28     |
| 13.   | Argentinien             | 26,5   |
| 14.   | Paraguay                | 25     |
| 15.   | El Salvador             | 25     |
| 16.   | Belize                  | 23     |
| 17.   | Dominikanische Republik | 22     |
| 18.   | Kuba                    | 14     |
| 19.   | Peru                    | 12     |
| 20.   | Bolivien                | 10     |
| 20.   | Bermuda                 | 10     |

* U23-Fahrer

## Rennkalender

### Oktober 2013
| Datum | Rennen                 | Kat. |         | Sieger        | Team       |
| ----- | ---------------------- | ---- | ------- | ------------- | ---------- |
| 6.    | Tobago Cycling Classic | 1.2  | Details | Jaime Ramírez | Mixed Team |

### November 2013
| Datum  | Rennen           | Kat. |         | Sieger          | Team                 |
| ------ | ---------------- | ---- | ------- | --------------- | -------------------- |
| 1.–10. | Vuelta a Bolivia | 2.2  | Details | Salvador Moreno | Colombia Coldeportes |

### Dezember 2013
| Datum   | Rennen              | Kat. |         | Sieger            | Team      |
| ------- | ------------------- | ---- | ------- | ----------------- | --------- |
| 17.–29. | Vuelta a Costa Rica | 2.2  | Details | Juan Carlos Rojas | JPS-Giant |

### Januar
| Datum   | Rennen            | Kat. | Sieger         | Team                |
| ------- | ----------------- | ---- | -------------- | ------------------- |
| 10.–19. | Vuelta al Táchira | 2.2  | Jimmi Briceño  | Lotería del Táchira |
| 20.–26. | Tour de San Luis  | 2.1  | Nairo Quintana | Movistar Team       |

### Februar
| Datum   | Rennen                                                     | Kat. | Sieger        | Team                                    |
| ------- | ---------------------------------------------------------- | ---- | ------------- | --------------------------------------- |
| 9.–16.  | Tour do Brasil Volta Ciclística de São Paulo-Internacional | 2.2  | Magno Nazaret | Funvic Brasilinvest-São José dos Campos |
| 20.–27. | Vuelta a la Independencia Nacional                         | 2.2  | Edwin Sánchez | Formesán-Bogotá Humana                  |

### März
| Datum   | Rennen                        | Kat. | Sieger        | Team          |
| ------- | ----------------------------- | ---- | ------------- | ------------- |
| 5.–9.   | Vuelta Mexico                 | 2.2  | Juan Villegas | 4-72-Colombia |
| 15.–19. | Giro do Interior de São Paulo | 2.2  | abgesagt      |               |

### April
| Datum   | Rennen                                              | Kat. | Sieger              | Team                                    |
| ------- | --------------------------------------------------- | ---- | ------------------- | --------------------------------------- |
| 9.–11.  | Volta Ciclística Internacional do Rio Grande do Sul | 2.2  | José Luis Rodríguez | Clos de Pirque-Trek                     |
| 18.     | Winston-Salem Cycling Classic                       | 2.2  | Travis McCabe       | Team SmartStop                          |
| 23.–27. | Volta Ciclística Internacional do Paraná            | 2.2  | Carlos Manarelli    | Funvic Brasilinvest-São José dos Campos |
| 30.–4.  | Tour of the Gila                                    | 2.2  | Carter Jones        | Optum-Kelly Benefit Strategies          |

### Mai
| Datum   | Rennen                                           | Kat. | Sieger            | Team      |
| ------- | ------------------------------------------------ | ---- | ----------------- | --------- |
| 8.      | Panamerikameisterschaft – Einzelzeitfahren       | 2.2  | Pedro Herrera     | Kolumbien |
| 8.      | Panamerikameisterschaft – Einzelzeitfahren (U23) | 2.2  | Rodrigo Contreras | Kolumbien |
| 10.     | Panamerikameisterschaft – Straßenrennen (U23)    | 2.2  | Fernando Gaviria  | Kolumbien |
| 11.     | Panamerikameisterschaft – Straßenrennen          | 2.2  | Byron Guamá       | Ecuador   |
| 11.–18. | Kalifornien-Rundfahrt                            | 2.HC | Bradley Wiggins   | Team Sky  |

### Juni
| Datum   | Rennen                           | Kat. | Sieger       | Team                                       |
| ------- | -------------------------------- | ---- | ------------ | ------------------------------------------ |
| 1.      | The Philadelphia Cycling Classic | 1.1  | Kiel Reijnen | UnitedHealthcare Professional Cycling Team |
| 5.–8.   | Grand Prix Cycliste de Saguenay  | 2.2  | Jure Kocjan  | Team SmartStop                             |
| 11.–15. | Tour de Beauce                   | 2.2  | Toms Skujinš | Hincapie Sportswear Development Team       |

### Juli
| Datum  | Rennen             | Kat. | Sieger           | Team                           |
| ------ | ------------------ | ---- | ---------------- | ------------------------------ |
| 4.–13. | Vuelta a Venezuela | 2.2  | Yonathan Salinas | Kino Táchira                   |
| 6.     | Tour de Delta      | 1.2  | Jesse Anthony    | Optum-Kelly Benefit Strategies |

### August
| Datum   | Rennen                   | Kat. | Sieger             | Team                |
| ------- | ------------------------ | ---- | ------------------ | ------------------- |
| 1.–3.   | Tour of Elk Grove        | 2.1  | abgesagt           |                     |
| 1.–10.  | Tour de Guadeloupe       | 2.2  | John Nava          | Lotería del Táchira |
| 4.–10.  | Tour of Utah             | 2.1  | Thomas Danielson   | Garmin Sharp        |
| 6.–17.  | Vuelta a Colombia        | 2.2  | Óscar Sevilla      | EPM-UNE             |
| 13.–17. | Vuelta al Sud de Bolivia | 2.2  | Juan Cotumba       | Pollito Rico        |
| 18.–24. | USA Pro Challenge        | 2.HC | Tejay van Garderen | BMC Racing Team     |
| 26.–31. | Tour do Rio              | 2.1  | Óscar Sevilla      | EPM-UNE             |

### September
| Datum | Rennen                   | Kat. | Sieger      | Team            |
| ----- | ------------------------ | ---- | ----------- | --------------- |
| 2.–7. | Tour of Alberta          | 2.1  | Daryl Impey | Orica GreenEdge |
| 7.    | Copa América de Ciclismo | 1.2  | abgesagt    |                 |
| 13.   | Bucks County Classic     | 1.2  | Zach Bell   | Team SmartStop  |

### Oktober
| Datum  | Rennen                 | Kat. | Sieger       | Team                       |
| ------ | ---------------------- | ---- | ------------ | -------------------------- |
| 5.     | Tobago Cycling Classic | 1.2  | Óscar Pachón | Movistar Team América      |
| 25.–1. | Vuelta a Guatemala     | 2.2  | Alex Caño    | EPM-UNE-Área Metropolitana |

### Dezember
| Datum   | Rennen              | Kat. | 0       | Sieger            | Team              |
| ------- | ------------------- | ---- | ------- | ----------------- | ----------------- |
| 14.–25. | Vuelta a Costa Rica | 2.2  | Details | Juan Carlos Rojas | Terniticos-Halcón |